# Anna Bjelkerud
Anna Carina Lovisa Bjelkerud (født 18. juli 1959, Malmö) er en svensk skuespiller. Hun har medvirket både i film og tv-serier, men er først og fremmest kendt inden for teaterverdenen for sit mangeårige engagement på Göteborgs stadsteater.
Bjelkerud tilhører Stadsteatrets faste stab af skuespillere. Hun har blandt andet medvirket i produktioner som Anna Karenina (titelrollen), Et dukkehjem og Tre Søstre. I tv- og filmsammenhæng har hun haft roller i serier som Familien Löwander, Hammarkullen og Upp till kamp samt i film som Hotell og ikke mindst Kæmpen (på svensk Jätten).
Ved Guldbaggeuddelingen i 2014 modtog Bjelkerud en Guldbagge i kategorien Bedste kvindelige birolle for sin rolle som ”Pernilla” i Lisa Langseths film Hotell.

## Filmografi

### Tv-serier
- 2021 - Zebrarummet – Elisabeth
- 2019 - Fartblind – Kajsa Neijmar
- 2019 - I magtens øje – Elvira Kropp
- 2019 - Quicksand - talsmand
- 2018 - Andra åket – Ulla
- 2018 - Springfloden – Margit Welin
- 2018 - Sjölyckan – medvirkende
- 2018 - The Rain - Karen
- 2017-2020 - Familien Löwander – Ethel Jonsson
- 2017 - Jordskott – Agneta Thörnblad
- 2017 - Alex – Ragnhild Björkfors
- 2017 - Torpederna – Annika Åhlund
- 2017 - Farang – Mariette
- 2017 - Savnet – Camilla Modin
- 2016 - Det mest förbjudna – Hilma
- 2015 - Velkommen til Ängelby – Eva Lindgren
- 2014-2015 - Blå ögon – Annika Nilsson
- 2010 - Wallander – Vibeke
- 2007 - Upp till kamp – Karin Berglund
- 2004 - Orka! Orka! – Eva
- 2004 - Danslärarens återkomst – Helen Larsson
- 2004 - Kommissarie Winter – Johanna Osvald
- 2002 - Familjen – Lena Åkesson
- 2001 - Anderssons älskarinna – Anette
- 2000 - Sjätte dagen – Elisabeth
- 1998 - När karusellerna sover – Betty
- 1998 - Rena Rama Rolf – Harrys dame
- 1998 - Svenske hjerter – Inger
- 1997 - Hammarkullen – Mum Eva
- 1990-1995 - Hem til byn – Anneli, Berndts søster

### Film
- 2022 - Comedy Queen – Farmor
- 2021 - Sagan om Karl-Bertil Jonssons Julafton – voksne Vera
- 2020 - LasseMajas detektivbureau – Togrøverens hemmelighed – politichefen Regina
- 2019 - En komikers uppväxt – Jennys mor
- 2017 - Dröm vidare – Edith
- 2016 - Flykten til framtiden – ældre kvinde i lejlighed
- 2016 - Kæmpen  – Elisabeth
- 2016 - Bikupan – moderen
- 2015 - Det vita folket – Aina
- 2014 - Vadelmavenepakolainen – manager
- 2013 - Hotell – Pernilla
- 2012 - Call Girl – kancellisekretæren
- 2010 - Ond tro – kvindelig arbejdskollega
- 2010 - Ulykkesfuglen – Kerstin
- 2009 - Chaque minute (kortfilm) - Monika
- 2009 - Håll om mig (kortfilm) – Elisabeth, Idas mor
- 2006 - Den som viskar – Peddan
- 2005 - Det næste skridt – Ylva Brink
- 2001 - Hem ljuva hem – Elisabeth
- 2000 - Confession – en doft av sanning (kortfilm) – Gunilla
- 1995 - Nadja – Nadjas mor
- 1990 - Gregers Olsson köper en bil (kortfilm) – Karin Olsson
- 1988 - Enligt beslut – Eva-Lena